# Sony Pictures Animation
Sony Pictures Animation je americká produkční společnost vlastněná společností Sony Pictures Entertainment. Zabývá se výrobou počítačově animovaných filmů a seriálů. Založena byla 9. května 2002. Filmy jsou celosvětově distribuovány ve spolupráci se Sony Pictures Releasing pod jejich značkou Columbia Pictures. Prvním filmem studia byla Lovecká sezóna (anglicky: Open Season), která měla premiéru ve Spojených státe amerických dne 29. září 2006.

## Filmografie

### Filmy
| Název                                     | Premiéra v USA     |
| ----------------------------------------- | ------------------ |
| Lovecká sezóna                            | 29. září 2006      |
| Divoké vlny                               | 8. června 2007     |
| Lovecká sezóna 2                          | 27. ledna 2009     |
| Zataženo, občas trakaře                   | 18. září 2009      |
| Lovecká sezóna 3                          | 25. ledna 2011     |
| Šmoulové                                  | 29. července 2011  |
| Velká vánoční jízda                       | 23. listopadu 2011 |
| Piráti!                                   | 27. dubna 2012     |
| Hotel Transylvánie                        | 28. listopadu 2012 |
| Šmoulové 2                                | 31. července 2013  |
| Zataženo, občas trakaře 2                 | 27. listopadu 2013 |
| Hotel Transylvanie 2                      | 25. listopadu 2015 |
| Husí kůže                                 | 16. října 2015     |
| Lovecká sezóna: Strašpytel                | 8. března 2016     |
| Divoké vlny 2                             | 17. ledna 2017     |
| Šmoulové: Zapomenutá vesnice              | 7. dubna 2017      |
| Emoji ve filmu                            | 28. července 2017  |
| Šťastná hvězda                            | 17. listopadu 2017 |
| Králíček Petr                             | 9. února 2018      |
| Hotel Transylvánie 3: Příšerozní dovolená | 13. července 2018  |
| Husí kůže 2: Ukradený Halloween           | 12. října 2018     |
| Spider-Man: Paralelní světy               | 14. prosince 2018  |
| Angry Birds ve filmu 2                    | 14. srpen 2019     |
| Rodina na baterky                         | 23. dubna 2021     |
| Králíček Petr bere do zaječích            | 11. června 2021    |
| Kouzelný drak                             | 11. června 2021    |
| Vivo                                      | 6. srpna 2021      |
| Hotel Transylvánie: Transformánie         | 14. ledna 2022     |
| Spider-Man: Napříč paralelními světy      | 2. června 2023     |

### Televizní seriály
| Název                      | Premiéra        | Datum ukončení  |
| -------------------------- | --------------- | --------------- |
| Zataženo, občas trakaře    | 20. února 2017  | 30. června 2018 |
| Hotel Transylvánie: Seriál | 25. června 2017 | 29. října 2020  |
| Ghoustbusters: Ecto Force  | ve vývoji       | neuvedeno       |

### Připravované filmy a filmy ve výrobě
| Název                                    | Premiéra  | Stav      |
| ---------------------------------------- | --------- | --------- |
| Spider-Man: Beyond the Spider-Verse      | 2025-2026 | Ve vývoji |
| Black Knight                             | ??        | Ve vývoji |
| Bubble                                   | ??        | Ve vývoji |
| Fixed                                    | ??        | Ve vývoji |
| K-Pop: Demon Hunters                     | ??        | Ve vývoji |
| Tao                                      | ??        | Ve vývoji |
| Tut                                      | ??        | Ve vývoji |
| Animovaný spin-off filmu Krotitelé duchů | ??        | Ve vývoji |
| Spider-Women spin-off film               | ??        | Ve vývoji |
| Králíček Petr 3                          | ??        | Ve vývoji |